# Moe Greene
Moe Greene (1908-1955) es un personaje ficticio que aparece en la novela de Mario Puzo, El padrino, y en la primera entrega de la trilogía de películas, donde fue interpretado por el actor Alex Rocco. Greene está claramente basado en la vida del gánster Bugsy Siegel.

## Biografía
En sus días más jóvenes, Greene fue una de los principales asesinos en Murder Inc. Él se acredita por ayudar a Las Vegas a convertirse en la meca del entretenimiento y los juegos de azar, con lo que los intereses de las más poderosas organizaciones de la delincuencia organizada en el Mundo se fijaron en la ciudad. Entre ellos fue Don Vito Corleone, que administró y financió la creación del primer hotel-casino de Greene. A cambio, Moe tuvo bajo su protección al hijo del Don, Fredo Corleone, durante la guerra entre las cinco familias en Nueva York. Aunque Fredo fue fuertemente influido por la ciudad y Greene, la familia especialmente Michael Corleone desaprueba el efecto sobre su hermano, a quien presuntamente Greene castigó y abofeteó con otras personas presentes. 
En una reunión con Greene, Michael expresó su desaprobación, y tal vez en parte motivado por la vergüenza, Michael hizo una severa oferta de compra por la totalidad de los intereses de Greene del casino como parte del plan de la familia Corleone de trasladarse a Nevada. Ofendido, Greene airadamente se negó, alegando que los Corleone no tenían ni el ingenio, ni las capacidades necesarias para conducir el negocio. En la película, Greene desprecia la condición de Michael de jefe de la familia, diciendo: "¡Yo me forjé mientras tu salías con colegialas, hasta yo puedo darte lecciones!".

## Novela
En la novela, Greene fue asesinado por Michael Corleone y los guardaespaldas del teniente Al Neri, no mucho después de la reunión en Las Vegas. En el avión de regreso a casa Michael pregunta a Neri: "¿lo hiciste bien?" A esta pregunta Neri asiente con la cabeza y responde: "Conseguí a Moe Greene asaltado y conté encima de aquí." No mucho tiempo después Neri fue a Las Vegas, como representante de los Corleone, al entierro de Nino Valenti, un amigo de la familia. En el curso de aquel viaje, Greene fue asesinado.

## Cine
En la película Michael deja el asunto hasta el día del bautismo de su sobrino, cuando él tenía planeado el asesinato de Greene como la parte de su venganza sobre los enemigos de la familia. En una de las escenas más famosas de la película, Greene recibe un tiro limpio por el ojo mientras está dándose un masaje en uno de sus hoteles. El método con el cual él fue asesinado, donde la víctima recibe un tiro por el ojo,  luego fue conocida como la  "Moe Greene Especial”. (Su contraparte de la vida real, Bugsy Siegel, también recibió un tiro en el ojo durante su asesinato). En circunstancias similares, el personaje de Brendan Filone es asesinado de la misma manera en un episodio de Los Soprano. Algo parecido sucede con la muerte de Glenn Rhee de The Walking Dead cuando después de ser golpeado con un bate en la cabeza sus ojos empiezan a sangrar.
Sin embargo, la muerte de Greene volvería para atormentar a Michael en la Parte II del Padrino, cuando el rival Hyman Roth, anteriormente un compañero del gánster difunto, con ira citó su muerte a Michael como un ejemplo de la buena voluntad de Roth, no responde la  pregunta. Luego fue implicado en matanzas relacionadas con el negocio, a pesar de su amistad con la víctima. Ya que Roth de hecho trazaba una tentativa no provocada de otra manera de eliminar a Michael entonces, la escena podría implicar que la venganza de la muerte de Green era lo que le llevó a conspirar contra los Corleone.